# Christine Aschenberg-Dugnus

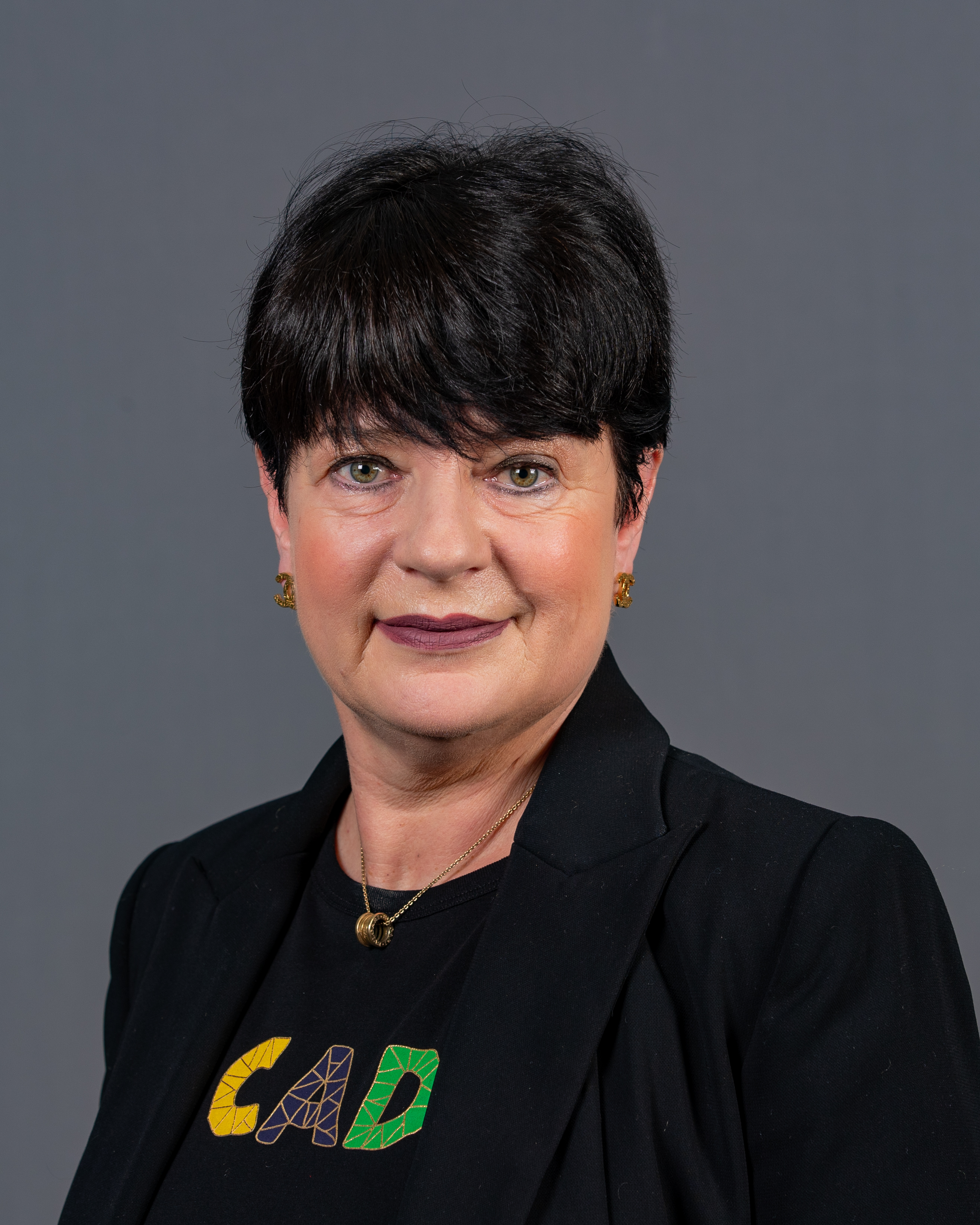
Christine Aschenberg-Dugnus (2020)

Christine Aschenberg-Dugnus (* 22. September 1959 in Eppstein) ist eine deutsche Politikerin (FDP). Für den Wahlkreis Rendsburg-Eckernförde war sie von 2009 bis 2013 und erneut von Oktober 2017 bis März 2025 Mitglied des Deutschen Bundestags. Seit 2025 fungiert sie nach Ausscheiden ihrer Partei aus dem Bundestag als Liquidatorin der aufgelösten FDP-Bundestagsfraktion.

## Leben und Beruf
Nach ihrem Abitur 1978 an der Herderschule Kassel begann Christine Aschenberg-Dugnus 1978 ein Studium der Wirtschaftswissenschaften an der Gesamthochschule Kassel und wechselte 1979 an die Philipps-Universität in Marburg, wo sie bis 1985 Rechtswissenschaft studierte. 1986 machte sie die Erste, 1989 die Zweite Juristische Staatsprüfung. Von 1992 bis 2001 war Aschenberg-Dugnus Geschäftsführerin des Graduiertenkollegs „Nationales und Internationales Umweltrecht“ am Institut für Umweltschutz-, Wirtschafts- und Steuerstrafrecht der Christian-Albrechts-Universität zu Kiel.
Seit 2001 betreibt die Juristin als selbständige Rechtsanwältin eine eigene Kanzlei in Strande.

## Politische Tätigkeiten
Christine Aschenberg-Dugnus ist seit 1997 Mitglied der FDP. Ab 1998 war Christine Aschenberg-Dugnus zehn Jahre lang Gemeindevertreterin in Strande. Von 2001 bis 2009 war sie Vorsitzende des FDP-Kreisverbands Rendsburg-Eckernförde. Von 2001 bis 2013 war sie Beisitzerin im Landesvorstand der FDP Schleswig-Holstein. Von April 2003 bis Oktober 2009 war sie Fraktionsvorsitzende der FDP-Kreistagsfraktion Rendsburg-Eckernförde. Seit 2003 ist die Politikerin Vorsitzende des schleswig-holsteinischen FDP-Landesfachausschusses Gesundheit. Bei der Bundestagswahl 2005 war sie Direktkandidatin im Bundestagswahlkreis Rendsburg-Eckernförde, verpasste jedoch mit 3,6 % der Erststimmen und auf Platz 6 der Landesliste den Einzug ins Parlament. Von 2007 bis 2013 war sie stellvertretende Landesvorsitzende der FDP Schleswig-Holstein.
Bei der Bundestagswahl am 27. September 2009 war sie erneut die Direktkandidatin ihrer Partei im Bundestagswahlkreis Rendsburg-Eckernförde und zog über den vierten Platz der Landesliste in den 17. Bundestag ein, nachdem sie erneut mit 9,8 % der Erststimmen das Direktmandat verpasst hatte. Sie war ordentliches Mitglied im Ausschuss für Gesundheit sowie dem Rechtsausschuss. Im Zeitraum von 2011 bis 2013 war Christine Aschenberg-Dugnus pflegepolitische Sprecherin der FDP-Bundestagsfraktion. Durch das Scheitern ihrer Partei an der Fünf-Prozent-Hürde bei der Bundestagswahl 2013 schied sie im Oktober 2013 aus dem Bundestag aus. In ihrem Wahlkreis erhielt sie 1,9 % der Erststimmen.
Bei der Bundestagswahl 2017 zog sie über Listenplatz 3 auf der Landesliste der FDP Schleswig-Holstein erneut in den Bundestag ein und erhielt in ihrem Wahlkreis 6,5 % der Erststimmen. In der 19. Legislaturperiode des Deutschen Bundestags war Aschenberg-Dugnus Mitglied im Gesundheitsausschuss und von 2018 bis 2021 gesundheitspolitische Sprecherin der FDP-Bundestagsfraktion. Sie war zudem stellvertretendes Mitglied im Verteidigungsausschuss sowie des 1. Untersuchungsausschusses des Verteidigungsausschusses der 19. Wahlperiode des Deutschen Bundestages gemäß Artikel 45a Abs. 2 Grundgesetz („Beraterverträge“). Zudem ist sie Mitglied in der Europa-Union Parlamentariergruppe Deutscher Bundestag und war stellvertretendes der Parlamentarischen Versammlung der NATO sowie ab 2019 ordentliches Mitglied der Deutsch-Französischen Parlamentarischen Versammlung.
Seit Mai 2018 ist sie Vorsitzende des FDP-Bundesfachausschusses Gesundheit, nachdem sie zuvor von 2014 bis 2018 stellvertretende Vorsitzende war. Im Februar 2019 wurde Aschenberg-Dugnus zur Vorsitzenden des FDP-Ortsverbands Strande gewählt.
Bei der Bundestagswahl 2021 zog sie erneut über die Landesliste in den Bundestag ein und erhielt in ihrem Wahlkreis 8 % der Erststimmen. Am 7. Dezember 2021 wurde sie zur Parlamentarischen Geschäftsführerin der FDP-Bundestagsfraktion gewählt. Sie ist erneut Sprecherin ihrer Fraktion im Gesundheitsausschuss sowie stellvertretendes Mitglied im Verteidigungsausschuss und ordentliches Mitglied der Deutsch-Französischen Parlamentarischen Versammlung. Zudem ist sie stellvertretendes Mitglied im Gemeinsamen Ausschuss.
Im Februar 2024 kündigte Aschenberg-Dugnus an, für die nächste Bundestagswahl nicht erneut zu kandidieren.

## Politische Positionen
Aschenberg-Dugnus tritt dafür ein, dass homöopathische Mittel nicht mehr von den Krankenkassen bezahlt werden: „Jeder, der Homöopathie befürwortet, soll sie auch weiter erwerben können. Aber auf Selbstzahlerbasis.“ 2019 machte sie sich für die Kassenzulassung von Bluttests auf Trisomien stark.
Als eine von nur drei FDP-Abgeordneten stimmte Christine Aschenberg-Dugnus in der 17. Legislaturperiode des Deutschen Bundestages am 28. Oktober 2010 gegen die Verlängerung der AKW-Laufzeiten.

### Corona-Pandemie
Im August 2021 sprach sich Aschenberg-Dugnus dagegen aus, dass der Bundestag die „epidemische Lage von nationaler Tragweite“ um drei Monate verlängert. Mitte September 2021 plädierte sie für eine baldige Beendigung jeglicher Einschränkungen („Freedom Day“). Zur Frage, ob es eine Impfpflicht für Pflegekräfte geben solle, sagte sie im Oktober 2021: „Ich persönlich halte eine Impfpflicht nicht für notwendig.“ Im November 2021 erläuterte Aschenberg-Dugnus in einer Talkshow, dass sie das Pandemiegeschehen anhand der Hospitalisierungsrate beobachte und nicht anhand des aktuelleren Indikators der Infektionszahlen. Im Dezember 2021 unterstützte sie einen Antrag einer Gruppe von FDP-Bundestagsabgeordneten, der einen Beschluss des Bundestages gegen eine allgemeine Corona-Impfpflicht erreichen wollte, aber im Parlament scheiterte.

## Mitgliedschaften
Aschenberg-Dugnus gehört der Deutschen Parlamentarischen Gesellschaft (DPG) an.
Zudem ist sie Mitglied der überparteilichen Europa-Union Deutschland, die sich für ein föderales Europa und den europäischen Einigungsprozess einsetzt.

## Auszeichnungen
2024 wurde Aschenberg-Dugnus mit dem Bundesverdienstkreuz am Bande ausgezeichnet.

## Privates
Christine Aschenberg-Dugnus ist seit 1984 verheiratet und Mutter einer erwachsenen Tochter.